# Dave Jerden

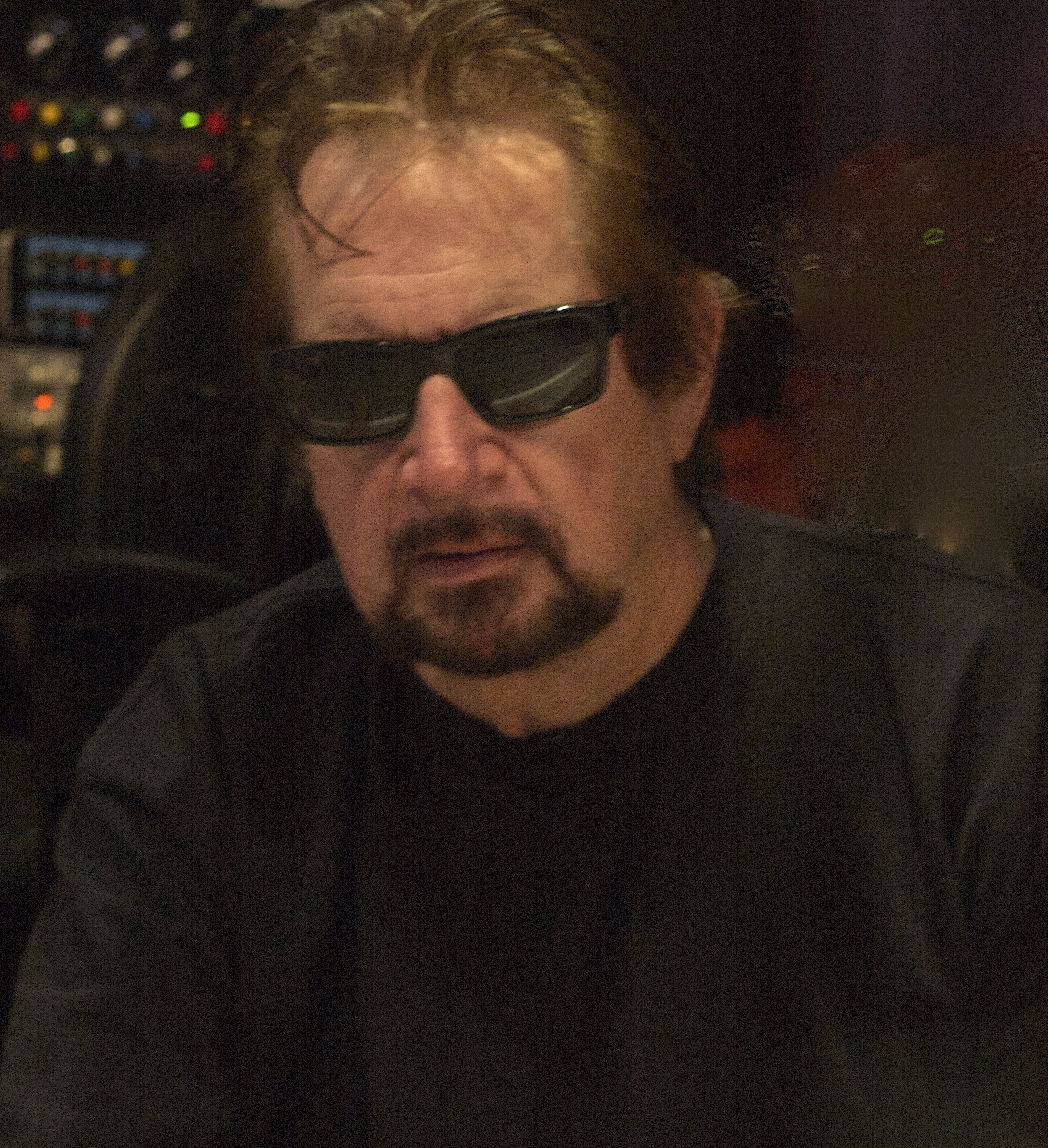
Dave Jerden (2015)

Dave Jerden (* 25. Juli 1949; † 5. Februar 2025 in Los Angeles) war ein amerikanischer Toningenieur und Musikproduzent. Er arbeitete mit Musikern und Bands der Genres Alternative Rock, Punk Rock and Heavy Metal. Dazu gehören als Toningenieur Talking Heads, David Byrne, Frank Zappa, Mick Jagger, The Rolling Stones. Als Produzent betreute er Alice in Chains, Fishbone, Anthrax, The Offspring, Meat Puppets, Social Distortion, Spinal Tap und Red Hot Chili Peppers.
Jerden war Miteigentümer des Tranzformer Studios in Burbank. Er hatte zwei Kinder, Michelle Jerden Forrest und den Sounddesigner Bryan Jerden.